# امپراتور ری‌زی
امپراتور ری‌زی ((به ژاپنی: 冷泉天皇, Reizei-tennō)؛ زاده ۱۲ ژوئن ۰۹۴۹ درگذشته) شصت و سومین امپراتور ژاپن و پدر امپراتور آنیو بود.
از آنجایی که امپراتور ری‌زی از بیماری روانی رنج می‌برد، که از زمانی که او ولیعهد بود مشکل‌ساز شده بود، فوجیوارا نو سانه‌یوری به عنوان کانپاکو به عنوان دستیار او و جانشین در نظر گرفته شد. با این حال، دو برادر کوچکتر او از یک مادر، شاهزاده امپراتوری تامه‌هیرا (چهارمین پسر امپراتور موراکامی که با زنی از خاندان میناموتو ازدواج کرده بود، توصیه شده توسط وزیر چپ، میناموتو نو تاکاآکیرا (源高明) و برادر کوچکتر او شاهزاده امپراتوری موری‌هیرا (هفتمین شاهزاده امپراتور موراکامی، توصیه شده توسط فوجیوارا نو موریتادا، (وزیر راست)، نامزدهای ولیعهدی بودند. در نهایت برادر کوچکتر موری‌هیرا، پس از درگیری بر سر این امر با حمایت خاندان فوجیوارا، ولیعهد و سپس امپراتور شد. درگیری‌های بیشتر به حادثه آننا (安和の変) گسترش یافت، و میناموتو نو تاکاآکیرا تنزل رتبه یافت و در اوت ۹۶۹، امپراتور ری‌زی تاج و تخت را به برادر ناتنی کوچکتر خود، امپراتور انیو (ژاپن)، واگذار کرد و امپراتور بازنشسته شد. فوجیوارا نو سانه‌یوری از مقام کانپاکو نایب‌السلطنه امپراتور بزرگسال به سمت سشو نایب‌السلطنه امپراتور نابالغ تغییر پیدا کرد، و از آن زمان به بعد انتصاب نایب‌السلطنه مختص و محدود به خاندان فوجیوارا شد. پس از کناره‌گیری از تاج و تخت، امپراتور را ری‌زی-این نامیدند. او در سن ۶۲ سالگی درگذشت. اسناد نشان می‌دهد که علت مرگ اسهال خونی بوده است.